# Северо-Уральский ИТЛ

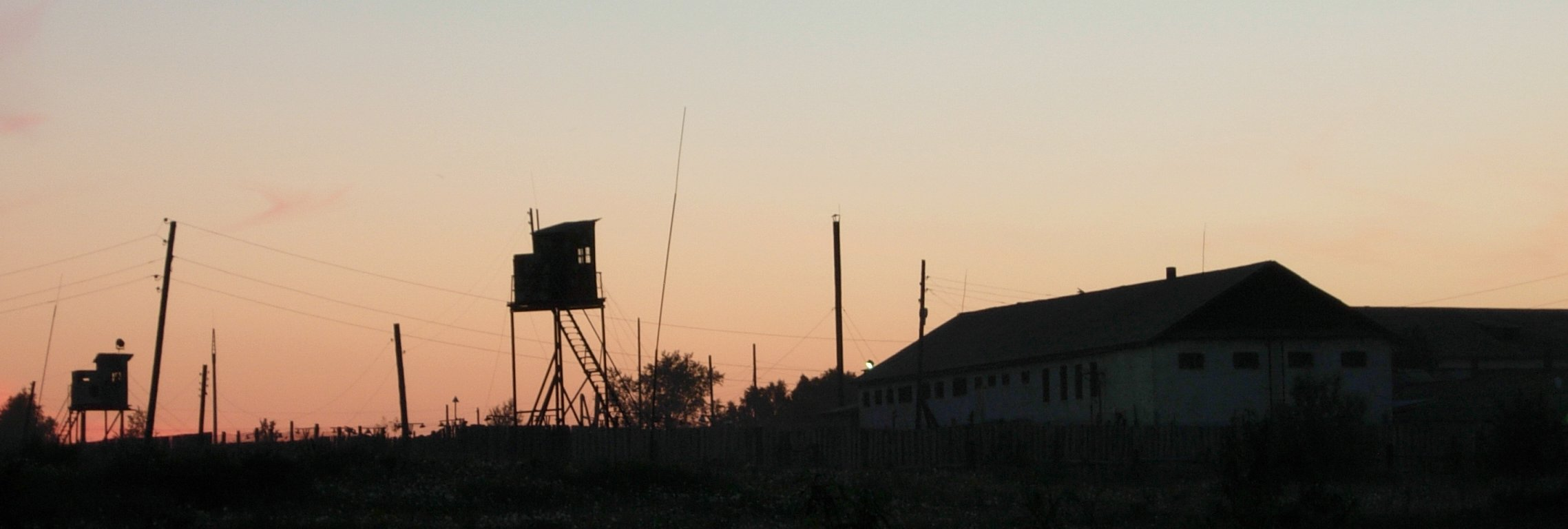
Колония

Се́веро-Ура́льский ИТЛ (Севураллаг) — исправительно-трудовой лагерь, организованный в структуре ГУЛАГ 5 февраля 1938 года. Лагерь находился в Свердловской области.
Основной вид работ в лагере — лесозаготовки (включая дровозаготовки, погрузку-разгрузку и сплав леса).

## История
Севураллаг основан 5 февраля 1938 года указом НКВД СССР на месте расформированного треста «Севураллес», который не выполнил план. Созданному лагерю перешли «по наследству»: 2 конторы, 5 лесопромышленных хозяйств, 4 лесхоза, 8 механических пунктов, 3 железных дороги и строительство Верхнетурской и Тавдинской узкоколеек. Руководство расположилось в городе Ирбите.
Севураллаг состоял из нескольких отдельных лагерных пунктов (ОЛП). В структуре было 18 лагерных отделений: Шарыгинское (с центром в пос. Фабричный, и лагерными пунктами (ЛП) Смычка, Мальцево и Емельяшевка № 8), Санкинское (с. Санкино, ЛП - Бакарюка, Край-Бор), Таборинское (с. Таборы, ЛП - Ивкино, Озерки), Сарагульский ОЛП (ст. Сарагулка ж/д им. Кагановича), Азанковское (ст. Азанка, ЛП - 5-й лагпункт, Чернушка), Тавдинское (центр - г. Тавда, ЛП - Морошка, Ахтарка, Карабашка, Карьер), Карелинское (ст. Карелино, ЛП - Карелино, Черная, 199-й квартал, Малая Косолманка, Большая Косолманка, Жданка, Обжиг), Верхотурское (пос.Верхотурье, ЛП - Верхотурье, Боровлянка, Свизево, Ступино, Черная речка, Новая, Березовка, Корещиха, Мостовая, пост № 1, 29-й квартал), Сосьвинское (Сосьва, ОЛП Кошайский, ОЛП Монастырский (ЛП Монастырка, Колыповка)), Гаринское (пос. Глубокое, ЛП - Междуречье, Пуксинка), Ликинское (пос. Ликино, ЛП - Ивелья, Пошма, Ликино, Шонталь, В. Шольчино, Зимний, Савиново, Синтурка, 49-й и 139-й квартал, Дурково, Боркино, Евва), Туринское (Туринск), Отрадновское (Отрадново, ЛП - Свизево, Цыганка, Нижний склад, Лобановская колонна), Пелымское (Пелым, ЛП - Зыковка, Пуксинка, Лопатки, Малые Гари, 17-й квартал-Лумпас, Кондинка, Анеп, Чишья)
, Шабуровское, Ирбитский ОЛП, Богословский ОЛП, Тавдинское сплавное отделение, Строительство Гидролизного завода, Ирбитский совхоз, Свердловская контора.
В сентябре 1938 года заключённые начали строительство целлюлозного завода упрощенного типа под Туринском, ввод в эксплуатацию которого планировался к 1939 году. В 1941 году строительство было передано Тавдинскому ИТЛ. Туда же было передано начатое строительство Тавдинского гидролизного завода и Тавдинского комбината по выработке дельта-древесины. Строились углевыжигательные печи.
На деревообрабатывающем производстве выпускали шпалы, мебель, лыжи. Также были швейное и обувное производства. Заключённые обслуживали судоремонтные мастерские, ремонтно-механические мастерские, паровозное депо, мотофлот, строили и обслуживали узкоколейки. Занимались также на сельскохозяйственных работах.

## Численность з/к
Максимальная численность заключённых, 33 757, зафиксирована в 1942-м году
| Дата       | Количество |
| ---------- | ---------- |
| 01.04.1938 | 18 571     |
| 01.01.1939 | 26 963     |
| 01.01.1940 | 32 019     |
| 01.01.1941 | 27 327     |
| 01.07.1941 | 25 933     |
| 01.01.1942 | 33 757     |
| 01.04.1942 | 27 012     |
| 01.01.1943 | 9054       |
| 01.01.1944 | 6133       |
| 01.01.1945 | 9500       |
| 01.01.1946 | 7498       |
| 01.01.1948 | 17 839     |
| 01.01.1950 | 18 362     |
| 01.01.1952 | 21 621     |
| 01.01.1953 | 23 824     |
| 15.07.1953 | 14 751     |
| 01.01.1954 | 16 489     |
| 01.01.1955 | 16 833     |
| 01.01.1956 | 16 592     |
| 01.01.1957 | 17 473     |
| 01.01.1959 | 17 294     |
| 01.01.1960 | 13 201     |